# Craigendoran

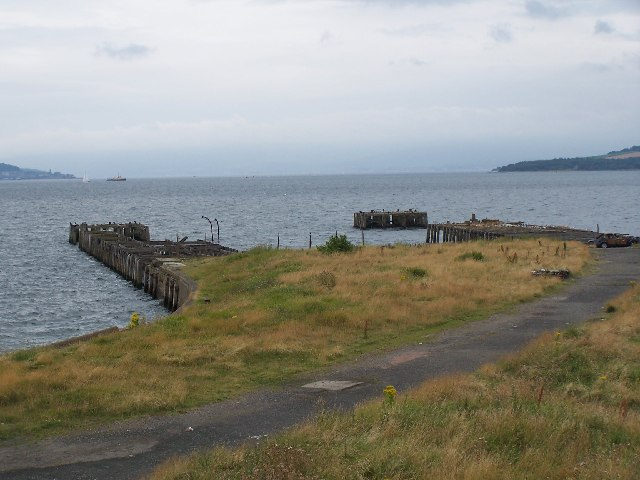
Jetée de Craigendoran

Craigendoran (en gaélique : Creag an Dòbhrain) est une banlieue à l’extrémité est d’Helensburgh en Écosse, sur la rive nord du Firth of Clyde. Le nom vient du gaélique pour « le rocher de la loutre ».
Elle est desservie par la gare de Craigendoran. La jetée de Craigendoran était à côté de la gare, avec le chemin de fer se connectant avec les vapeurs Clyde. Cette jetée a été depuis fermée et est tombée en ruine.
Hermitage Academy se trouve à la périphérie est de Craigendoran.